# Li Yingying

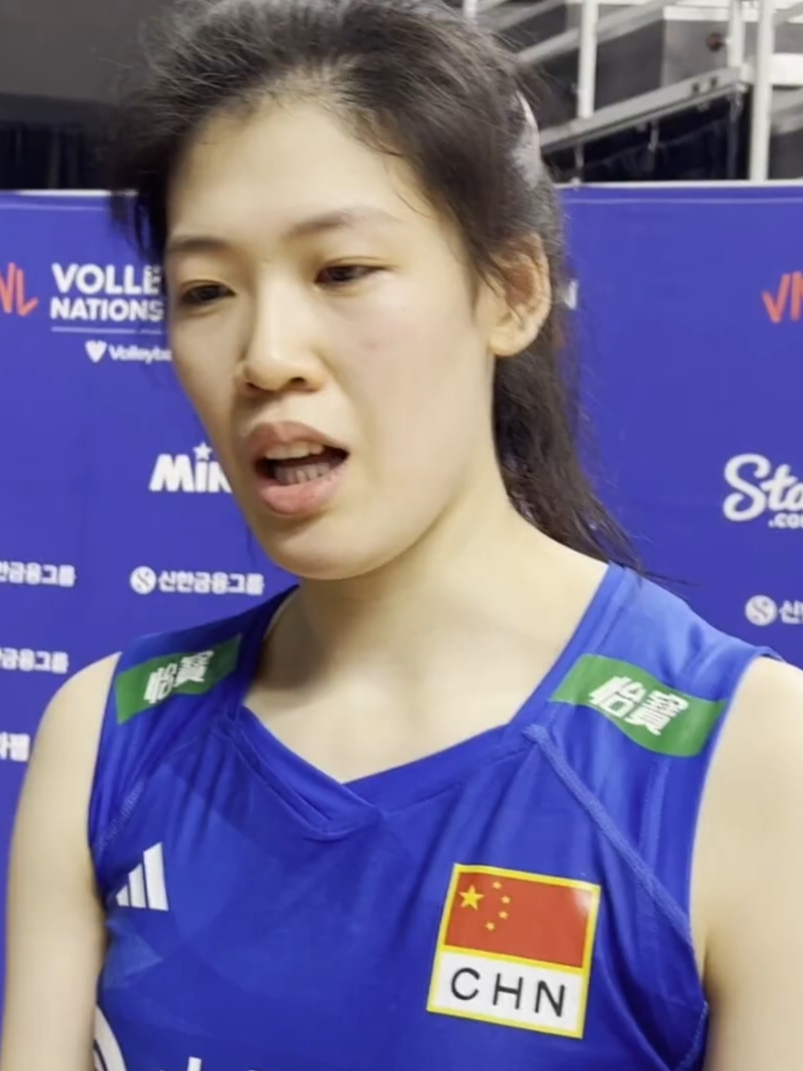
Li Yingying reprezentantką Chin w 2023 roku

Li Yingying (chiń. 李盈瑩; ur. 19 lutego 2000 w Qiqihar) – chińska siatkarka, reprezentantka kraju, grająca na pozycji przyjmującej.

## Sukcesy klubowe
Mistrzostwo Chin:
- 2018, 2020, 2022, 2023[1], 2024[2]
- 2019
- 2017

Klubowe Mistrzostwa Azji:
- 2019

Klubowe Mistrzostwa Świata:
- 2024[3]
- 2023[4]

## Sukcesy reprezentacyjne
Mistrzostwa Azji Kadetek:
- 2014

Mistrzostwa Świata Kadetek:
- 2015

Liga Narodów:
- 2023[5]
- 2018

Igrzyska Azjatyckie:
- 2018, 2022[6]

Mistrzostwa Świata:
- 2018[7][8]

Puchar Świata:
- 2019

## Nagrody indywidualne
- 2014: Najlepsza przyjmująca Mistrzostw Azji Kadetek
- 2015: Najlepsza przyjmująca Mistrzostw Świata Kadetek
- 2018: MVP i najlepsza atakująca, punktująca i serwująca finału ligi chińskiej w sezonie 2017/2018
- 2019: MVP i najlepsza przyjmująca Klubowych Mistrzostw Azji
- 2023: Najlepsza przyjmująca Ligi Narodów[9]
- 2023: Najlepsza przyjmująca Klubowych Mistrzostw Świata[10]
- 2024: Najlepsza przyjmująca Klubowych Mistrzostw Świata